# Most U Soutoku
Most U Soutoku je silniční most přes Labe v Hradci Králové na Gočárově okruhu (silnice I/31). Jedná se o první most na Labi po soutoku s Orlicí. Je známý také jako most U Nemocnice, protože se nachází nedaleko královéhradecké fakultní nemocnice. 
Na východním břehu se na něj napojuje ulice Sokolská, na břehu západním se u jeho vyústění nachází křižovatka ulic Střelecká a Rašínova třída (zvaná Hradubická).

## Historie
Most byl postaven v letech 1967–1971 podle návrhu Ing. Karla Dahintera. Před listopadem 1989 se nazýval most Obránců míru. Leží na II. městském silničním okruhu. Jedná se vzpěradlový rámový most o třech polích z předepínaného železobetonu.
Níže po proudu Labe stál dřevěný most již v roce 1420. Později byl místo něj zřízen most pontonový. Po 2. sv. válce tu byl – podobně jako v Malšovicích – smontován vojenský most konstrukce Bailey z pomocné akce UNRRA. V 60. letech byl stržen a nahrazen mostem současným.
Most U Soutoku patří k dopravně nejvytíženějším místům v Královéhradeckém kraji, k roku 2011 zde denně projelo téměř 30 tisíc vozů.

## Fotogalerie

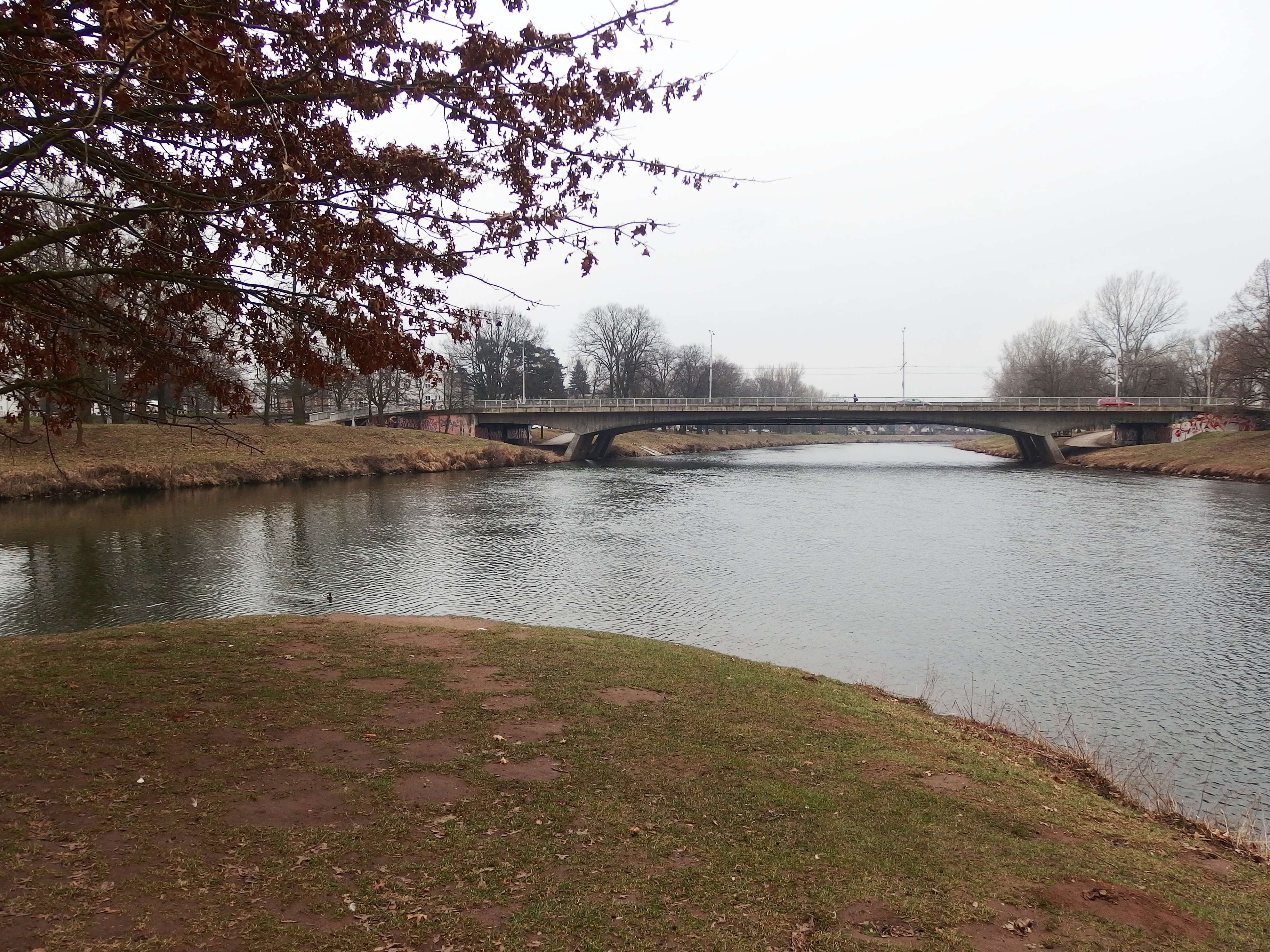
Záběr na most od soutoku Labe a Orlice
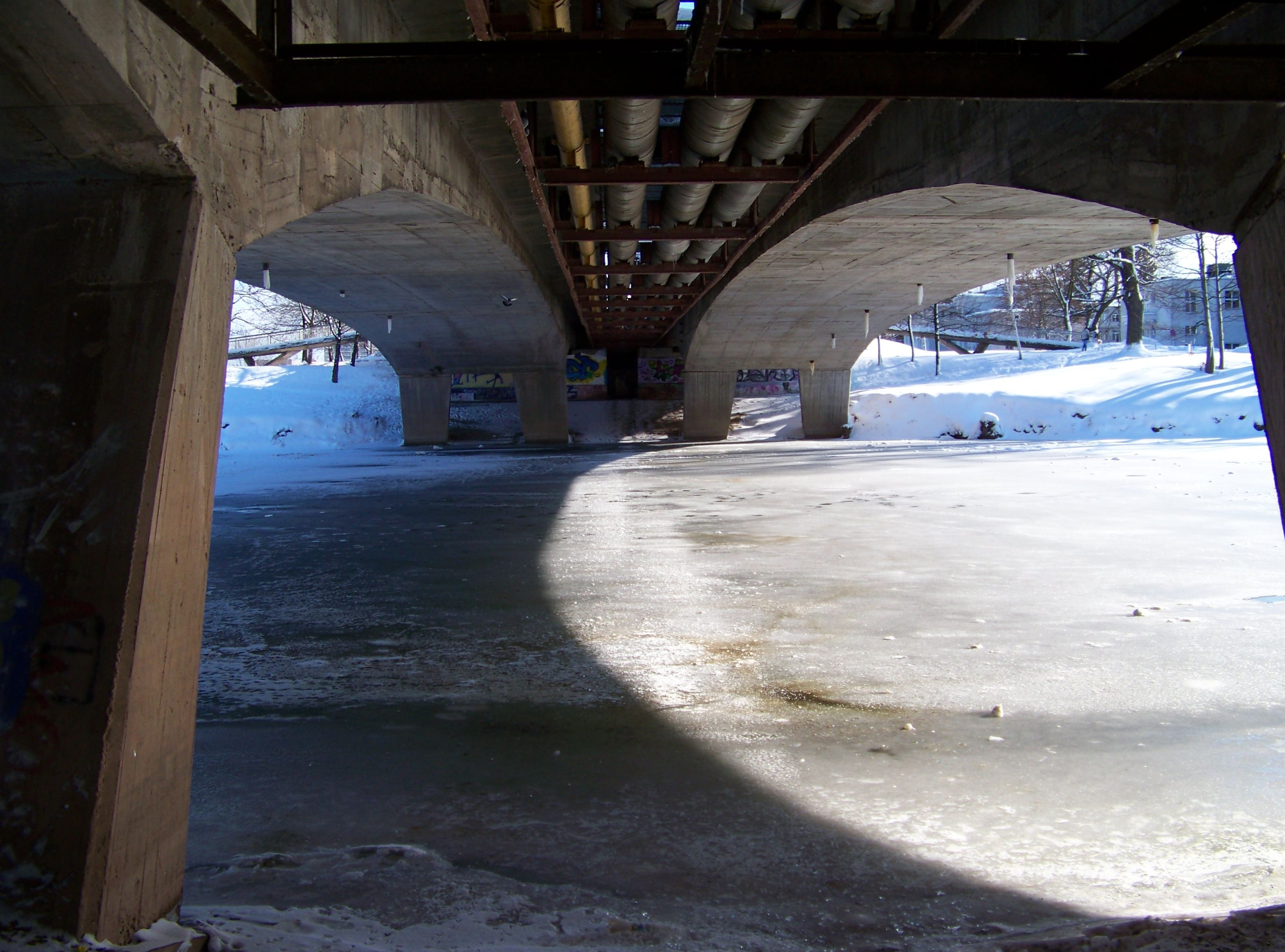
Spodní pohled na Most U Soutoku
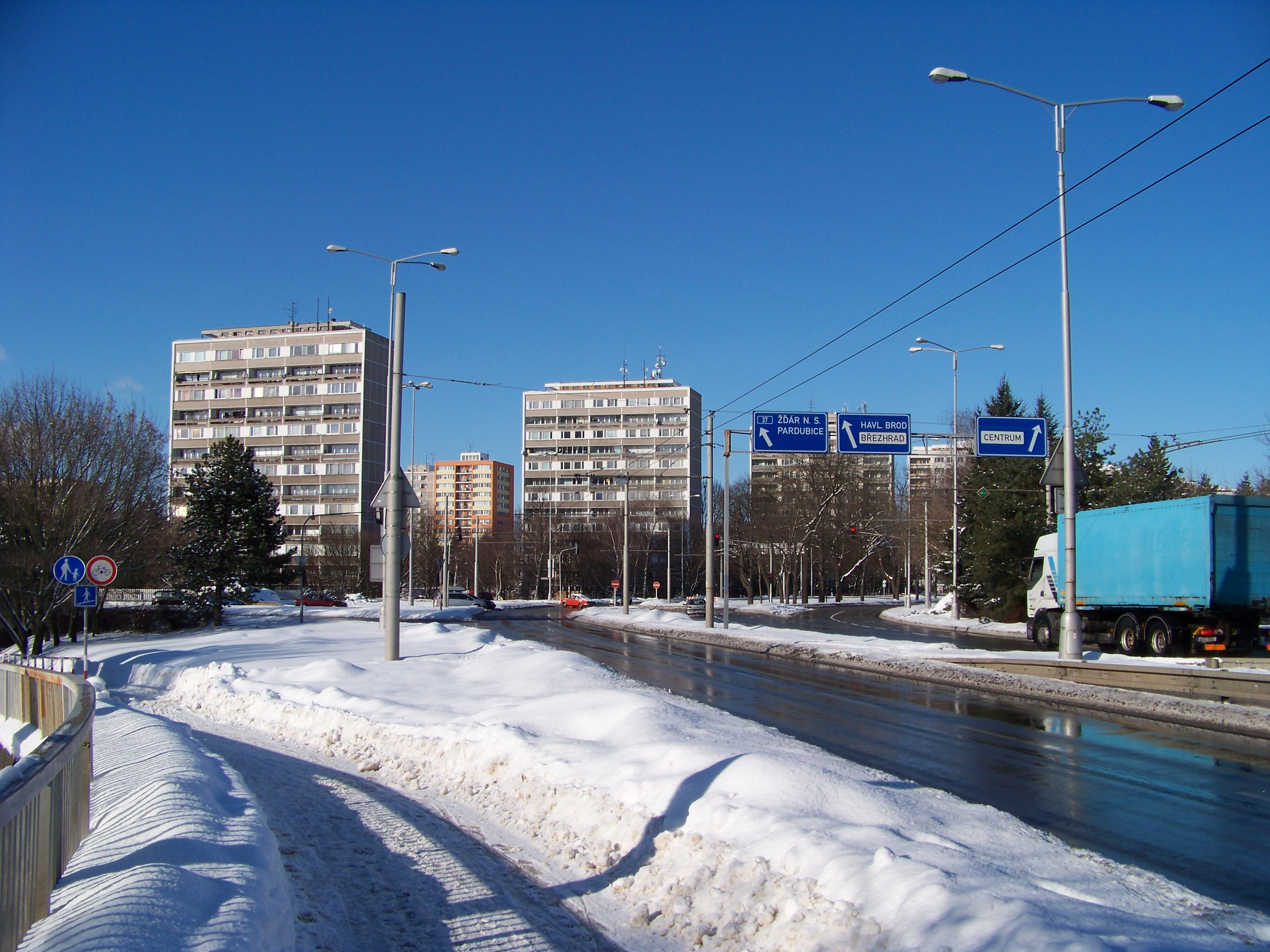
Západní předmostí s křižovatkou ulic Střelecká a Rašínova třída
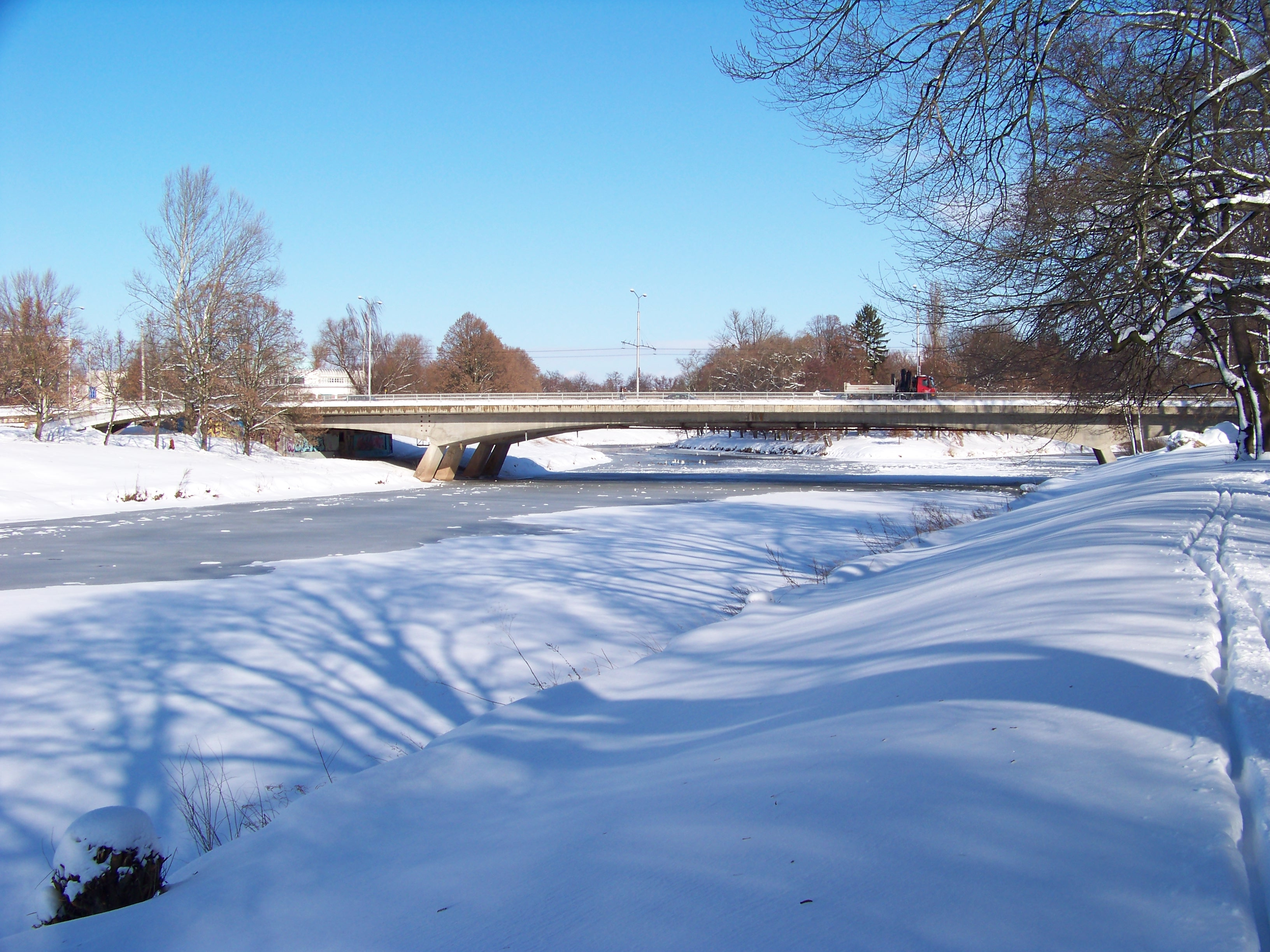
Zimní pohled na most od fakultní nemocnice